# Закваска
Закваска — микробиологический (чаще всего, бактериальный) состав, вызывающий брожение. Используется для сквашивания молока с целью получения кисломолочных продуктов (в том числе сыра, йогурта, простокваши, кефира), для приготовления теста и напитков (в частности, кваса и пива). Закваски на основе ряда полезных культур микроорганизмов (в том числе пробиотических) используются в качестве стартовых культур в мясной промышленности.
Закваску для молочных продуктов получают из сычуга травоядных, из грибковых культур (кефирный грибок), из специально выведенных штаммов чистых молочнокислых культур (болгарская палочка, ацидофильная палочка). В частности, полезные свойства молочных продуктов, заквашенных болгарской палочкой, были изучены Ильёй Мечниковым, а соответствующий продукт получил название мечниковской простокваши.

## Приготовление заквасок
В молочной промышленности закваски получаются путем сквашивания молока чистыми культурами молочнокислых бактерий (штаммов). Чистые молочнокислые бактерии выделяют из молока, кисломолочных продуктов а так же растений. Процесс выделения происходит в специальных лабораториях и потом поставляются на предприятия в виде сухих или жидких заквасок,сухих или замороженных бактериальных концентратов, молочно кислых бактерий и кефирных грибков. 
- Жидкие закваски- выращенные в стерильном молоке штаммы молочнокислых бактерий. Используются в сухом виде после распылительной или сублимационной сушки.
- Сухой бактериальный концентрат- смесь суспензии  штаммов молочнокислых бактерий после сушки в защитной среде.

### Виды заквасок
- Лабораторная -производят на стерилизованном цельном или обезжиренном молоке в микробиологической лаборатории, которая оборудована необходимыми техническими средствами. Используются чистые культуры молочнокислых бактерий. Имеет ровный плотный сгусток. При отсутствии плотной консистенции или явно выраженного вкуса, закваску не утилизируют, а готовят на ее основе небольшое количество производственной закваски. Если и она не удовлетворяет качеству, то ее больше не используют.
- Производственная- производят на стерилизованном или пастеризованном молоке в одной емкости- заквасочной установке, пастеризационной ванне и др. Производственная закваска изготавливается путем внесения лабораторной закваски в молоко или сливки.
- Кефирная- при производстве данной закваски используются живые или сухие кефирные грибки. Перед использованием сухие грибки восстанавливают путем выдерживания их в кипяченой охлажденной воде, далее в охлажденном пастеризованном молоке, пока они не всплывут. В пастеризованное молоко помещают активные грибки и полученную закваску перемешивают через 15-18 часов, далее через 5-7 часов,, потом процеживают. Оставшиеся после процеживания грибки помещают в свежее охлажденное пастеризованное молоко для культивирования. Грибки вырастают и делятся, на более мелкие, которые в свою очередь, так же растут и делятся, при этом при культивировании молоко подливают ежедневно в одно и то же время. В процессе деления грибков их отделяют один- два раза в неделю в соотношении 1:30- 1:50, для того, что бы соотношение грибков и закваски оставалось  постоянным.
- Закваска для ацидофильно-дрожжевого молока
- Комбинированная закваска из термофильного стрептококка и болгарской палочки
- Закваска из болгарской палочки
- Закваска из термофильного молочнокислого стрептокакка
- Бактериальная закваска "Каунасская"
- Закваска из бактериального концентрата "БК- Углич-СМ"
- Закваска из бактериального концентрата "Бк- Углич- МСТ"[4]

Для закваски теста для выпечки мучнистых изделий применяются дрожжи и хлебная закваска (основанная на симбиозе дрожжей и молочнокислых бактерий).